# Волынка (Башкортостан)
Волынка (баш. Волынка) — деревня в Давлекановском районе Республики Башкортостан Российской Федерации. Входит в состав Поляковского сельсовета. 

## География

### Географическое положение
Расстояние до:
- районного центра (Давлеканово): 22 км,
- центра сельсовета (Поляковка): 2 км,
- ближайшей ж/д станции (Давлеканово): 22 км.

## Население
| 2002 | 2009 | 2010 |
| ---- | ---- | ---- |
| 10   | →10  | ↗16  |

Согласно переписи 2002 года, преобладающие национальности — украинцы (60 %), русские (40 %).